# 聂会东
聂会东（James Boyd Neal，1855年—1925年2月美北长老会传教医师。齐鲁大学医学院首任院长，齐鲁大学第二任校长。（1919-1922）

## 生平
1855年，聂会东出生于美国宾夕法尼亚州。1877年毕业于耶鲁大学，1883年（28岁）毕业于宾夕法尼亚大学医科。同年，聂会东（28岁）夫妇由美北长老会派往中国传教，驻山东登州，在登州文会馆招生开办医道馆，教授西医。
1890年，聂会东由登州调往济南，与洪士提凡夫妇一起，于东关华美街将诊所扩建为华美医院，并附设医道馆。1907年，在山东传教的英国浸礼会和美北长老会共同决议，将各自在青州及邹平和济南开设的医学堂合并，成立共和医道学堂（ Shandong Union Medical College），分设青州、济南、邹平、沂州4个教学点。1908年，在济南南关兴建共和医道学堂，1911年竣工。1915年9月27日举行共和医院落成典礼，四处教学点学生全部迁至济南。1917年，共和医道学堂改为齐鲁大学医科，聂会东为首任院长。
1920年，齐鲁大学校长卜道成宣布辞职，由聂会东接任。1921年，聂会东因为积劳成疾，患脑血管病,1922年辞职返回美国接受治疗，由巴慕德接任齐鲁大学校长。1925年2月，聂会东在美国费城病故，享年70岁。